# Giessen
Giessen (tyska även: Gießen) är en stad i det tyska förbundslandet Hessen. Staden, som har omkring 95 000 invånare, ligger vid floden Lahn cirka 70 km norr om Frankfurt am Main.
Giessen var huvudstad i den hessiska provinsen Oberhessen.

## Utbildning och forskning
Giessen har ungefär 28 000 studenter, som studerar vid Justus-Liebig-Universität Giessen eller på Fachhochschule Giessen-Friedberg (yrkeshögskola). Universitetet grundades redan 1607 och har flera nobelpristagare, däribland Wilhelm Conrad Röntgen, den förste nobelpristagaren i fysik (1901).

## Historia
- Giessen nämndes 1197 för första gången som Giezzen.
- Man vet att staden fick sina stadsrättigheter senast 1248.
- 1265 tillföll Giessen lantgrevskapet Hessen.
- När Hessen delades år 1567 blev Giessen en del av Hessen-Marburg, men tillföll 1604 Hessen-Darmstadt.
- 1607 grundades universitetet för att konkurrera med universitetet i Marburg, som ligger drygt 30 km norr om Giessen. Universitetet stängdes 1624 men återöppnades 1650.
- Mellan 1758 och 1763 besattes Giessen av franska trupper som en följd av sjuåriga kriget.
- Även mellan 1796 och 1799 fanns det delvis franska trupper i staden.
- 1849 anslöts Giessen till järnvägsnätet.
- 1944 förstördes 75 procent av Giessen i en flygattack.
- 27 mars 1945 gick amerikanska trupper in i staden.
- 1977 tvångsförenades Giessen med staden Wetzlar och 14 andra kommuner till storstaden Lahn, men den upplöstes två år senare på grund av stora protester mot sammanslutningen.

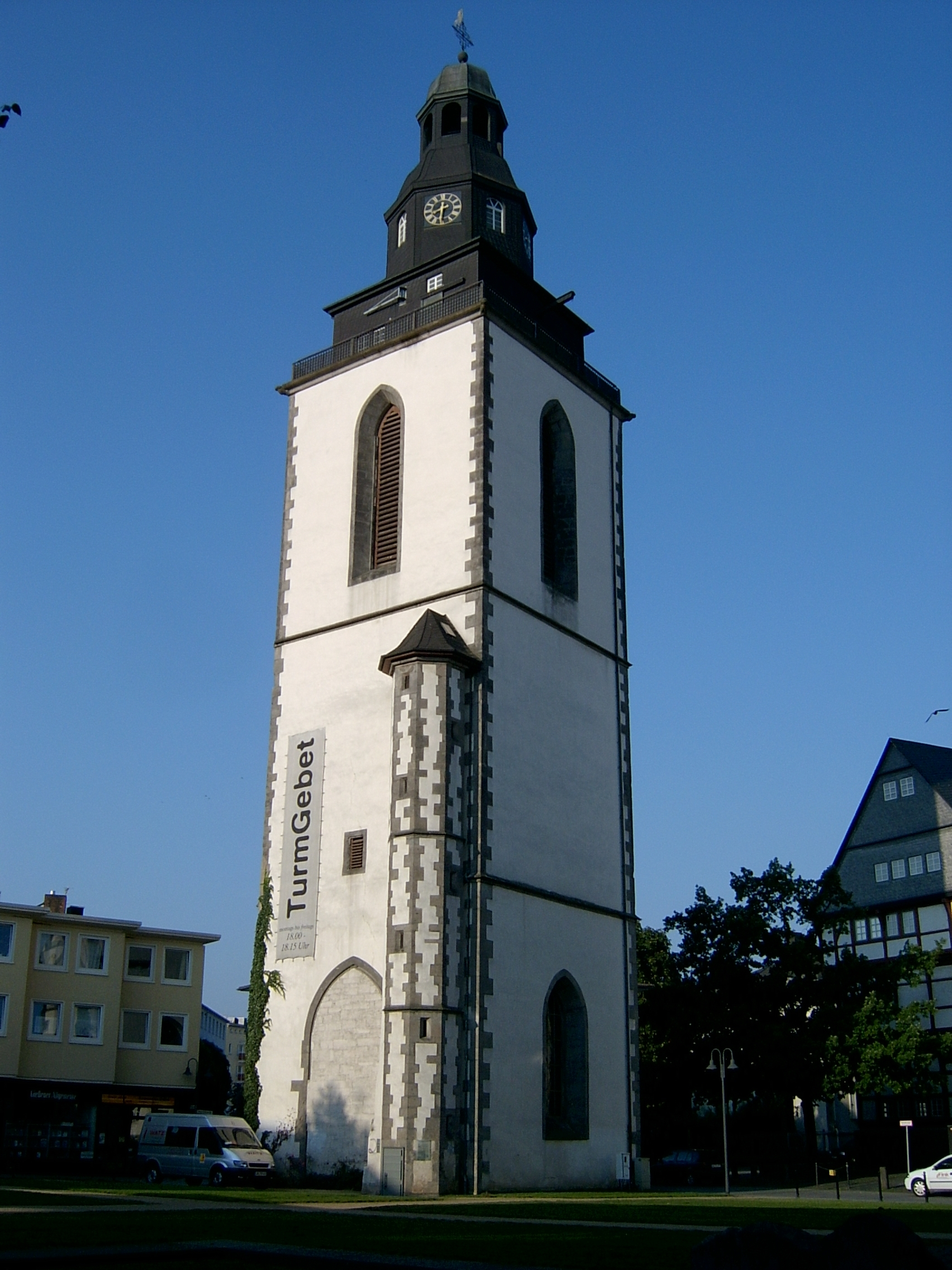
Tornet av den före detta stadskyrkan
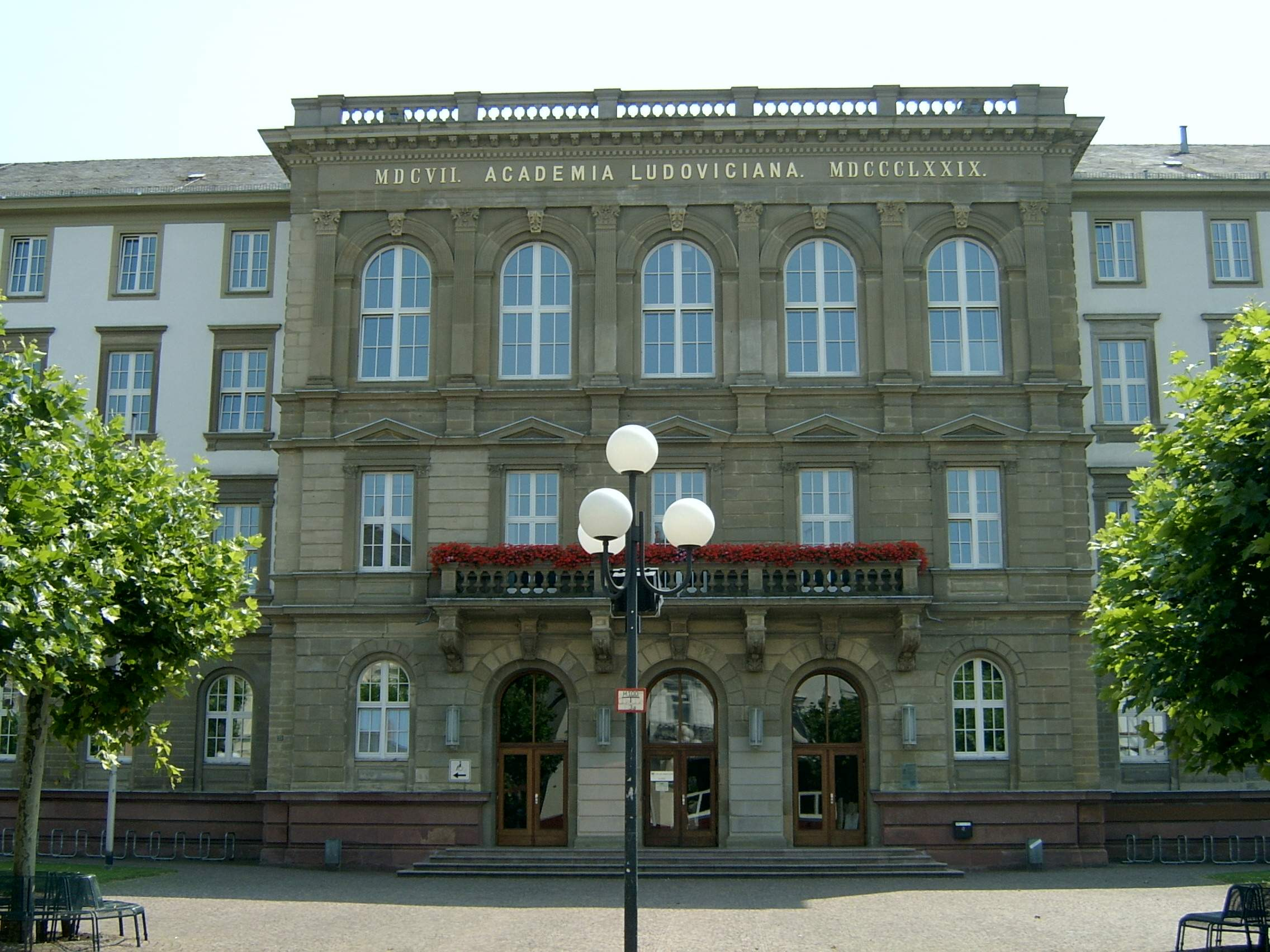
Universitet, huvudbyggnad

## Näringsliv och ekonomi
De flesta personer i Giessen arbetar vid universitetet eller i forskningsinstitut. Giessen ligger vid motorvägarna (Autobahn) A5 A45 och A480. Dessutom finns flera järnvägslinjer som går genom staden, till exempel linjer mot Frankfurt, Kassel, Siegen och Fulda.

## Kända personer
- Georg Büchner, författare
- Emil Erlenmeyer, kemist
- Friedrich Kellner, författare, distriktsrevisor
- Justus von Liebig, kemist
- Wilhelm Liebknecht, politiker
- Horst-Eberhard Richter, psykoanalytiker, nobelpristagare (för Internationella läkarrörelsen mot kärnvapen)
- Wilhelm Conrad Röntgen, fysiker, nobelpristagare
- Wilhelm Sievers, geograf, upptäcktsresande
- Robert Sommer, psykiater, psykolog